# 赤溪五洞桥
赤溪五洞桥位于浙江省苍南县赤溪镇过溪村。该桥始建年代不详，南宋咸淳三年（1267年）重建。为五孔梁式石桥，南北走向，长24.6米，宽1.7米。2006年5月25日，列入第六批全国重点文物保护单位。